# Eurydice littoralis
Eurydice littoralis är en kräftdjursart som först beskrevs av Moore 1901.  Eurydice littoralis ingår i släktet Eurydice och familjen Cirolanidae.
Artens utbredningsområde är Mexikanska golfen. Inga underarter finns listade i Catalogue of Life.